# Jens Vige
Jens Peder Olsen Vige (født 11. maj 1864 i Vigekær, Blæsinge ved Slagelse, død 20. marts 1912 i København) var en dansk maler.
Vige blev uddannet først på Høng Højskole, derefter i 1883 på Teknisk Skole i København og så Kunstakademiet under O.A. Hermansen i perioden september 1884-januar 1888 og til sidst Kunstnernes Studieskole under P.S. Krøyer i vintrene 1886-1887.
Jens Vige malede kun om sommeren og kasserede ofte sine malerier. Han skabte en del fine portrætter. Vige havde sin egen tyste stil. Fra slutningen af 1890erne fandt han oftest sine motiver i det nordlige Jylland, hvis natur han første gang oplevede på sine rejser til Skagen ca. 1888 og 1891, og som han siden følte sig knyttet til via sin kones tilhørsforhold dertil. De slog sig ned i Hammer Bakker, her dannedes langsomt en kunstnerkoloni, med blandt andre maleren J.C. Schlichtkrull, forfatteren Thøger Larsen og billedhuggerne Jens Lund og Niels Hansen Jacobsen. Sidstnævnte udførte hans gravsten. Viges tidlige værker er signeret med familienavnet Olsen.

## Eksterne Henvisninger og kilder
- Wikimedia Commons har flere filer relateret til Jens Vige
- Jens Vige på Kunstindeks Danmark/Weilbachs Kunstnerleksikon
- Jens Vige på gravsted.dk